# Dodonaea viscosa
Dodonaea viscosa, llamada popularmente candela o jarilla entre otros muchos nombres vernáculos, es una especie de la familia de las sapindáceas. Tiene una distribución cosmopolita en regiones tropicales, subtropicales y templadas de África, América, Asia Meridional y Australasia.

## Descripción

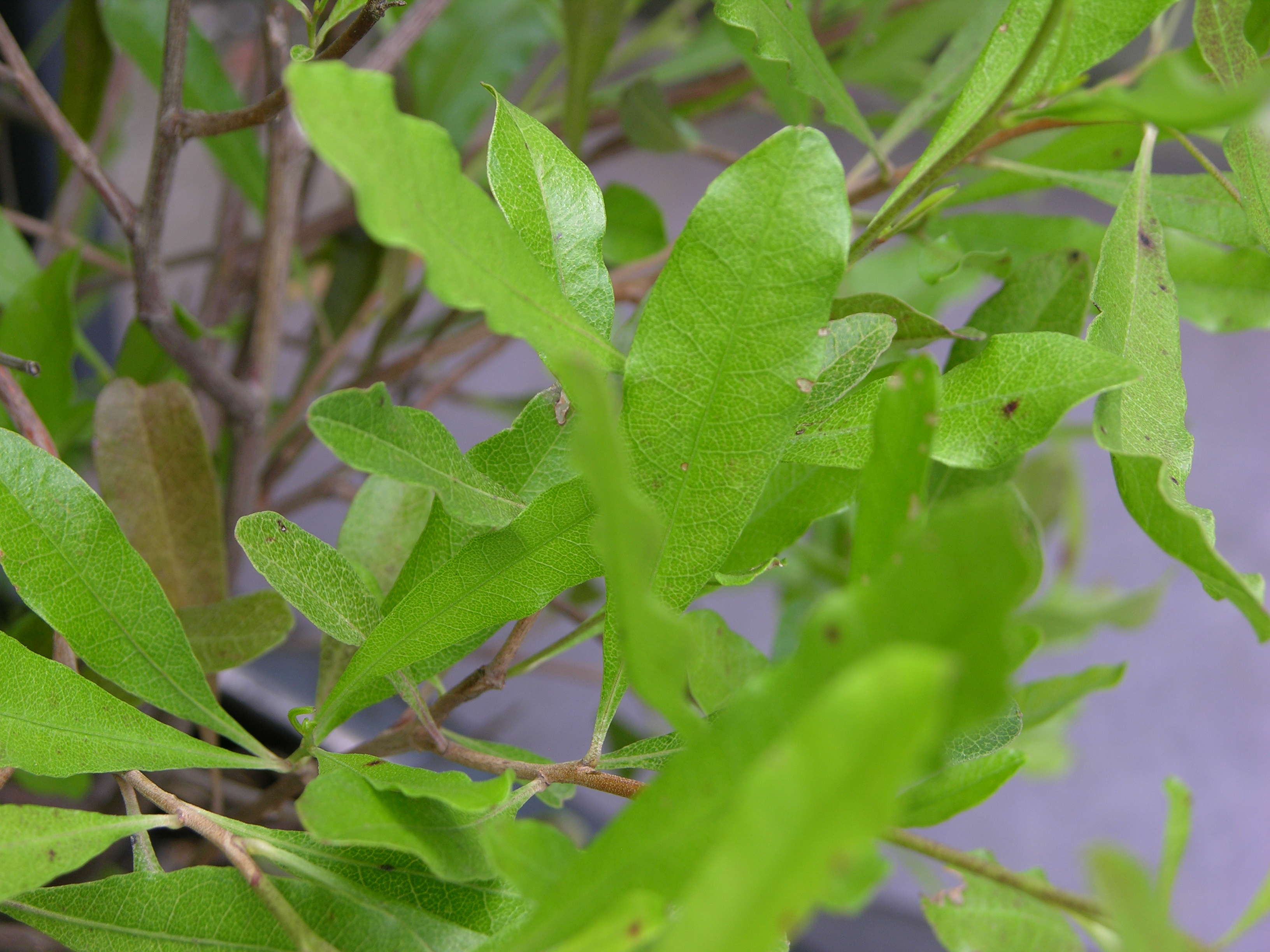
Hojas de la variedad 'Purpurea'

Es un arbusto de entre 1-3 m de altura, ocasionalmente arborescente de hasta 10 m, de crecimiento rápido. Hojas de 6-13 cm por 2-4 cm, simples, lanceoladas a lineales, algo cóncavas, márgenes enteros o algo ondulados; segregan una sustancia resinosa —al igual que las ramas— que les da un aspecto brillante, textura coriácea.

Inflorescencia terminal o axilar. Las pequeñas flores se agrupan en densos panículos. Carecen de pétalos, solo tienen cuatro sépalos de color amarillo verdoso.
 El fruto es una cápsula de 2 cm de ancho con 2 o 3 alas rojas al madurar. De 1 a 2 semillas negras, lenticulares en cada cámara.
Variedades
- Dodonaea viscosa subsp. angustifolia (L.f.) J.G.West
- Dodonaea viscosa subsp. angustissima (DC.) J.G.West
- Dodonaea viscosa subsp. arizonica (A.Nelson) A.E.Murray
- Dodonaea viscosa subsp. cuneata (Sm.) J.G.West

## Distribución y hábitat
Se distribuye por todas las regiones tropicales de África, Asia y Sudamérica. Así como en el sur de Estados Unidos.

En México la única región donde no se encuentran registros de su distribución es en los estados del Golfo de México.

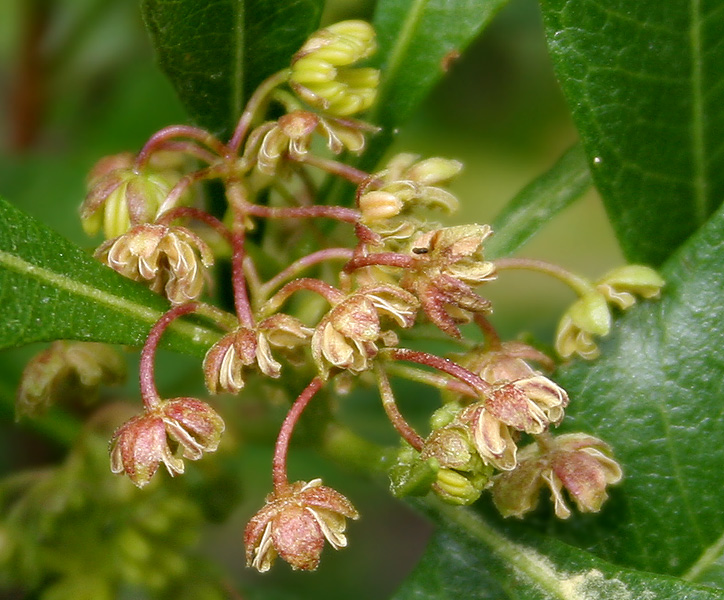
Flores

## Usos

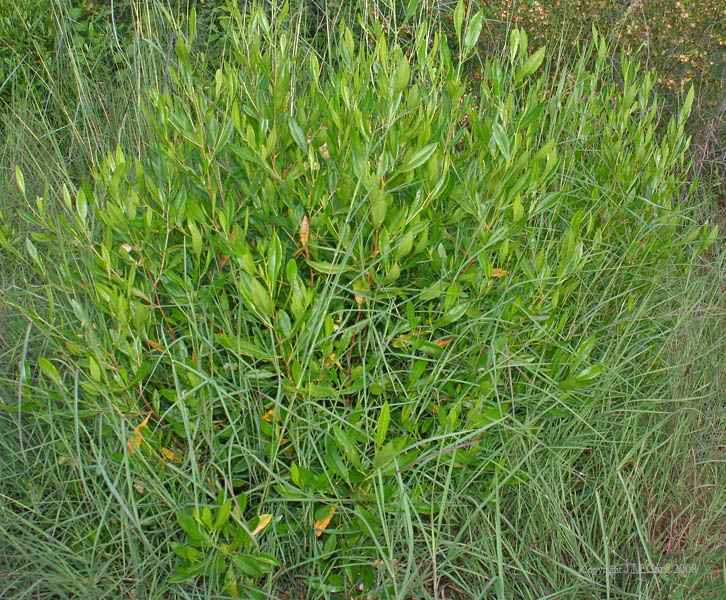
Vista de la planta

La madera es extremadamente dura y duradera, adecuada para construcciones rústicas tipo bahareque, como leña, carbón vegetal o como mango para herramientas. El pueblo maorí la usaba para labrar mazas y diversas armas. El nombre maorí de este arbusto, akeake, significa "por siempre y jamás". El cultivar purpurea, con follaje purpúreo, es ampliamente cultivado como arbusto de jardín.
Es una planta medicinal empleada como estimulante para la lactancia y como remedio contra las enfermedades del sistema digestivo, entre otros usos. También es útil como tutor para cultivos hortícolas. Se recomienda en el control de la erosión, como cortina rompeviento y como restaurador de suelos. Crece muy bien sobre suelos erosionados o perturbados (de intenso pastoreo o deforestados), por lo que se recomienda su uso para reforestar terrenos deteriorados.

## Taxonomía
Dodonaea viscosa fue descrita en 1760 por Pierre Edmond Boissier en Enumeratio Systematica Plantarum, quas in insulis Caribaeis, p. 19.
Etimología
Dodonaea: nombre genérico dado en honor al botánico y médico flamenco Rembert Dodoens
viscosa: epíteto latino que significa "viscoso"

### Sinonimia
- Dodonaea arabica Hochst. & Steud.
- Dodonaea arborea Herter

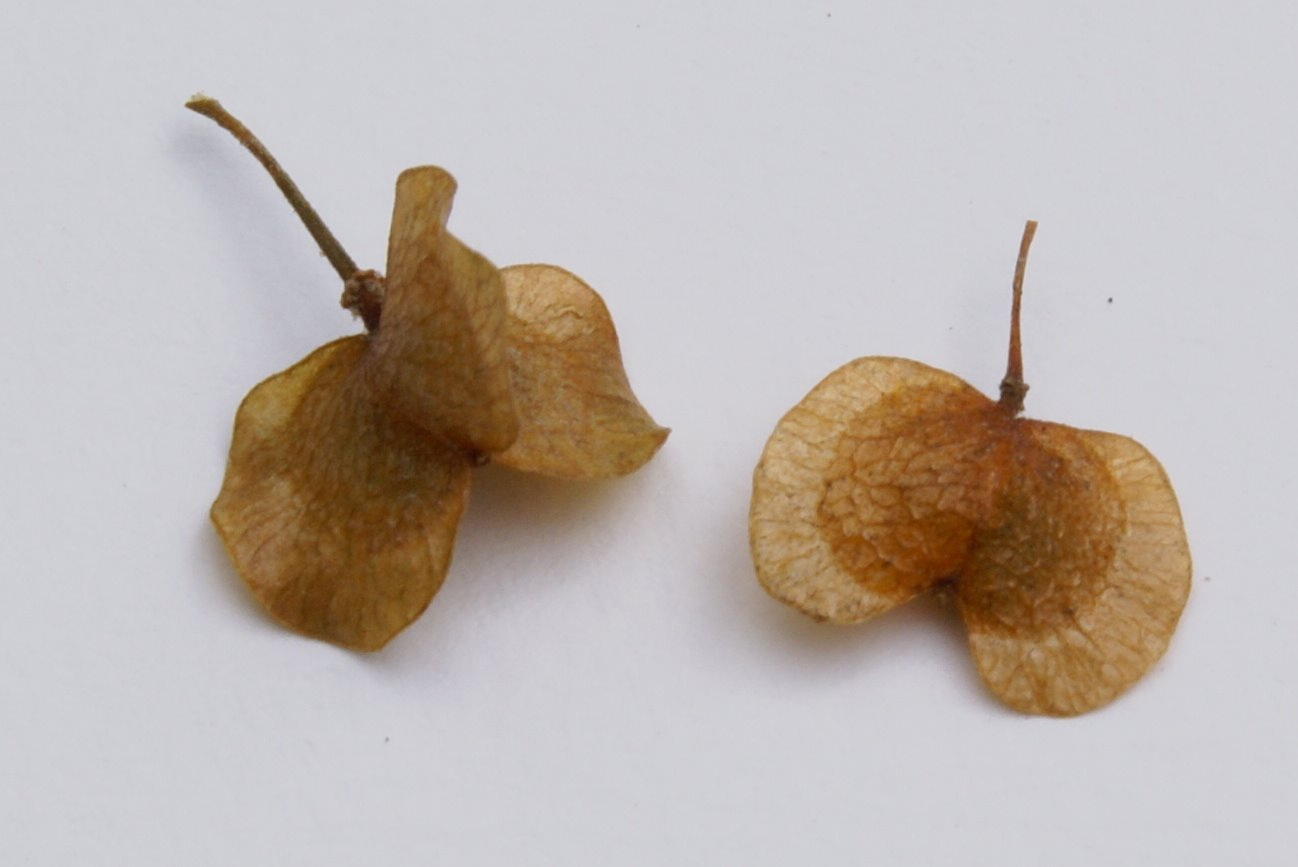
Cápsulas maduras

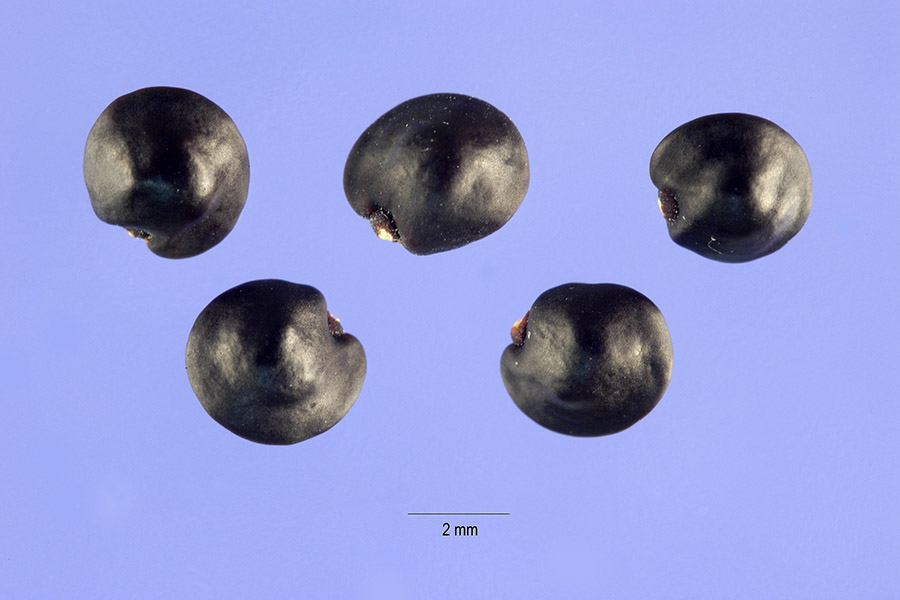
Semillas

- Dodonaea aspleniifolia var. arborescens Hook.f.
- Dodonaea bialata Kunth
- Dodonaea candolleana Blume
- Dodonaea cuneata Rudge
- Dodonaea dioica Roxb. ex DC.
- Dodonaea ehrenbergii Schltdl.
- Dodonaea elaeagnoides Rudolphi ex Ledeb. & Adlerstam
- Dodonaea eriocarpa Sm.
- Dodonaea fauriei H.Lév.
- Dodonaea forsteri Montrouz.
- Dodonaea illita F.Muell. ex Regel
- Dodonaea jamaicensis DC.
- Dodonaea kohautiana Schltdl.
- Dodonaea latifolia Salisb.
- Dodonaea linearifolia Turcz.
- Dodonaea lucida Moench
- Dodonaea microcarya Small
- Dodonaea neriifolia A.Cunn. ex A.Gray [inválida]
- Dodonaea ovata Dum.Cours.
- Dodonaea pallida Miq.
- Dodonaea pauca Herrera
- Dodonaea paulinia Herrera
- Dodonaea pentandra Griff.
- Dodonaea repanda Thonn.
- Dodonaea sandwicensis Sherff
- Dodonaea scabra Lodd. ex Loudon
- Dodonaea spatulata Sm.
- Dodonaea stenoptera Hillebr.
- Dodonaea thunbergiana Radlk.
- Ptelea viscosa L.[11]

## Nombre común
Candela, chirca de monte (Argentina y Uruguay), ch'akatea (Bolivia), hierba de campo, tulahuén (Chile), hayuelo (Colombia), jarilla, chapulixtle, ocotillo (México), chamisa, chamiza (Perú), entre otros.